# Buried Alive II
Buried Alive II é um filme de televisão de terror e suspense, uma sequência do filme de 1990, Buried Alive. Estrelou Ally Sheedy, Stephen Caffrey e Tracey Needham. Foi dirigido por Tim Matheson, que também reprisou seu personagem no filme anterior, Clint Goodman. Foi ao ar pela primeira vez em 18 de junho de 1997 na Rede EUA.

## Elenco
- Ally Sheedy – Laura Riskin
- Stephen Caffrey – Randy Riskin
- Tracey Needham – Roxanne
- Tim Matheson – Clint Goodman/Michael Haden
- Brian Libby – Earl, o embalsamador
- Shawnette Baity – Cantora gospel
- Clifton Daniel – Walter
- Ron Dortch – Dr. Diner
- Keith Flippen – Assistente de Earl
- Tommy Hinkley – Xerife Jim Puller
- Lonnie Horsey – Ed
- Elaine Nalee – Edith
- Eric Paisley – Ministro
- Mike Pniewski – Dr. Ford
- J. C. Quinn – Curtis
- Ruth Reid – Geena
- Nina Repeta – Sherry
- Gina Stewart – Dr. Unser
- Robert C. Treveiler – Eric
- David Wells – Harold
- Jeff Johnston – E.M.T. (não creditado)
- Gray Sibley – Coveiro
- Troy Simmons – Jornaleiro
- Sandy Mielke – Snooky Kelton
- William Fuller – Gus